# Pentoxid de diazot
Pentoxidul de diazot (anhidrida nitrică sau anhidrida azotică) este un compus anorganic cu formula chimică N2O5, fiind unul dintre oxizii azotului. Este un compus instabil și are caracter oxidant.

## Obținere
N2O5 a fost obținut prima dată de către Henri Deville în 1840, în urma reacției dintre azotat de argint AgNO3 și clor molecular Cl2. O metodă aplicabilă în laborator este reacția de deshidratare a acidului azotic (HNO3) cu pentoxid de fosfor ca agent deshidratant:
P4O10  +  12 HNO3 →  4 H3PO4  +  6 N2O5
Mai poate fi obținut prin oxidarea dioxidului de azot cu ozon.